# Jarmina
Jarmina (Servisch: Јармина; Hongaars: Járomnaszentmiklós; Duits: Jahrmein oder Hermann) is een gemeente in de Kroatische provincie Vukovar-Srijem.
Jarmina telt 2627 inwoners.
Steden (gradovi): Ilok · Otok · Vinkovci · Vukovar · Županja

Gemeenten (općine): Andrijaševci · Babina Greda · Bogdanovci · Borovo · Bošnjaci · Cerna · Drenovci · Gradište · Gunja · Ivankovo · Jarmina · Lovas · Markušica · Negoslavci · Nijemci · Nuštar · Privlaka · Stari Jankovci · Stari Mikanovci · Štitar · Tompojevci · Tordinci · Tovarnik · Trpinja · Vođinci · Vrbanja